# Titre adossé à des créances hypothécaires

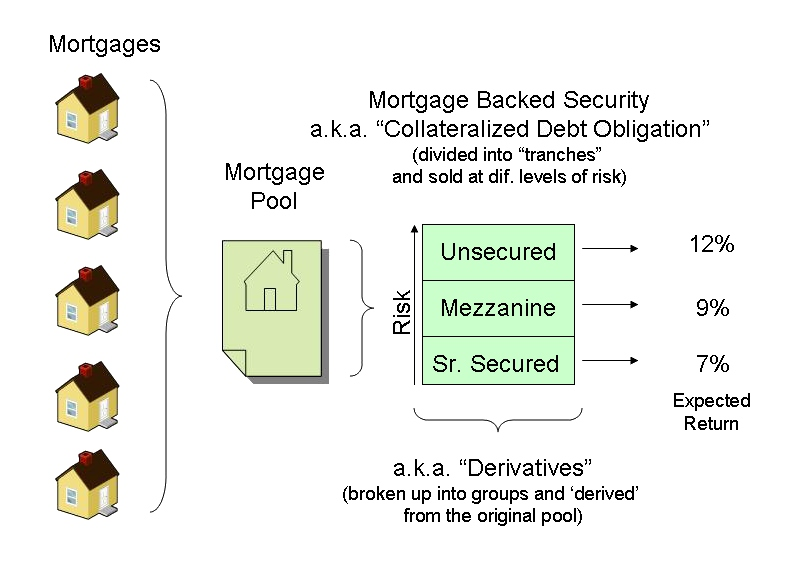
Schéma des créances hypothécaires titrisées. Un portefeuille de prêts hypothécaires est séparé en "dérivatives" selon une échelle de risques, ayant des rendements différents.

En finance de marché, un titre adossé à des créances hypothécaires ou, en France, une créance hypothécaire titrisée, que l'on désigne souvent par l'anglicisme mortgage-backed security (MBS), est un type de valeur mobilière adossée à des actifs (asset-backed security). Sa valeur de revente est garantie à la fois par un ensemble de portions d'hypothèques et par les intérêts payés sur ces hypothèques. Les paiements sont habituellement versés mensuellement pendant la durée de vie des actifs qui servent de garantie,. Cependant, tous les titres garantis par une hypothèque ne sont pas nécessairement des MBS. Les obligations sur résidences (mortgage revenue bonds), garanties par les hypothèques qu'elles financent, ne sont pas des MBS mais des RMBS (residential mortgage-backed security).

## Histoire
Les titres adossés à des créances hypothécaires ont joué un rôle important dans la crise financière mondiale débutant en 2007.